# 시은미
시지현(1990년 7월 3일 ~ )는 대한민국의 여자 배구 선수이다. 배구 선수 시절의 이름은 시은미이다. 신장은 176cm이고, 포지션은 세터이다. 가족으로는 부모님과 오빠 1명이 있다.

## 약력
추계초등학교 4학년 때부터 배구를 시작하였다. 배구를 시작할 당시에는 키가 작다는 이유로 세터로 시작했다. 중앙여자중학교 1학년 때 선배세터와의 포지션 중복때문에 잠시 라이트에서 수비와 토스만 담당한것 빼고 계속 세터로 성장하게 된다.
중앙여자고등학교 시절에는 가장 큰 대회인 전국체전에서 두번이나 팀을 우승으로 이끌었다. 또한 세계유스선수권과 아시아 청소년대회에 대표팀의 주전세터로 활약하였다.
NH농협 2008~2009 V-리그 신인드래프트 2라운드 1순위로 GS칼텍스에 입단했다.
2016-2017 시즌 KGC 인삼공사로 1년 임대이적했다.
2016-2017 시즌이 끝난 후 원소속팀인 GS칼텍스 서울 KIXX로 복귀하였지만, 6월 4일 한송이, 시은미<->문명화, 김진희의 트레이드로 대전 KGC인삼공사로 완전 이적하였다.

## 출연 작품

### 영화
- 2024년 1승 - 이민희 역